# 魔壊屋姉妹。
『魔壊屋姉妹。』（まかいやしまい）は、higaによって制作されたRPGツクールXP製のロールプレイングゲーム。サブタイトルは「VS 災厄の魔女」。コンテストパークWeb 2006 Autumn（2006年9月8日結果発表）において金賞を受賞した作品である。

## 概要
魔壊屋、つまり人間に害を及ぼす魔物を退治する者である2人姉妹が、突如として現れた魔物の群れと戦うといったシナリオのゲームである。主人公の2人、無気力な姉の宴馬とそれを叱り飛ばす妹の沙魔との掛け合いや、曲者揃いの魔物たちが織り成すストーリーが好評を呼んだ。
また、バトルに自由度・戦略性が高いのも特長である。主人公の1人・宴馬の使う技がコロコロ変わるという気まぐれさゆえ、通常のザコ戦でもそれを踏まえて戦わねばならず、結果として戦闘の難易度は平均的なRPGに比べ高いほうである。さらに、ボスを低レベルで倒すことにより得られるボーナスが存在するため、これを得ようとすると必然的にバトルは頭を絞ることになる。

## ストーリー
現代日本。六道町という町に、突如として大量の魔物が現れた。直ちに国立機関である「魔壊屋協会」が出動したものの、慢性的な戦力不足に悩む協会の力だけではどうにもできない。そこで、協会はフリーランスで活躍する魔壊屋・天道宴馬にも出動を依頼した。

## システム

### シナリオ
ゲームは全部で5つのシナリオ（『第○話』という具合に表記される）で構成され、全てをクリアすることでエンディングとなる。
基本的にRPGだが、移動画面が非常に簡略化されており、イベントの起きる位置などが初めから示されているため、シナリオ展開とバトルに集中できるようになっている。
イベントの起こる地点に到達すると、アイテムの入手やバトル発生などが起こる。その時に、どの式神を召喚していたかによって、イベントの内容が変化することがある。
ゲームクリア後にも、2周目以降をアイテム・所持金を持ち越した状態で始めることができる。レベルは元に戻る。

### バトル
バトルは、ATB風の横視点のものである。特筆すべき点として、宴馬の技が常に一定の法則で変化することが挙げられる（詳細は後述）。
このゲームでは、パーティーキャラクター全員が符を装備することができ、装備する符次第で使える技が変化する。キャラ毎に大きく特徴・ステータスの異なるこのゲームでは、そのため、事前に装備を吟味する必要がある。
通常戦はランダムエンカウントである。これからは確実に逃走が可能。
ボス戦はマップ最深部で発生し、逃走はできない。ボスのHPが残り20％以下になると、ボスのアップ表示と共に、ボスのステータスが上昇する。
なお、各シナリオ開始時やセーブ画面において、そのシナリオの最後に現れるボスのレベルとHPが表示される。これは攻略時の目安になるほか、天道姉妹のレベルが共にボスのレベル以下のままボスを倒せば、ボーナスアイテムを得ることができる。

## 登場人物

### メインキャラクター
天道 宴馬（てんどう えんま）
フリーランスの魔壊屋として活動する、式神使いの20歳の女性。その実態はほぼ自堕落な生活を送るフリーターである。楽をして生活することを望み、仕事の無い夜は居酒屋通いを続けている。
魔壊屋になったのもその成功報酬の高さのため。陰陽師などに弟子入りしては破門されるのを繰り返した結果、それなりの戦闘スキルは身に付けている。鎌鼬・野襖・朧武者という3体の式神を従えており、戦闘の際は召喚してこき使っている。好きなものは幼女。嫌いなものは自分より背の高い人間。
多くの技を持っているものの、それら全てが自由に使えるわけではなく、技には使える順番が存在する。例えば、式神の召喚できる順番は「鎌鼬→野襖→朧武者→鎌鼬→……」というように決まっている。宴馬の技の中には「でこピン」（どの相手にも必ず当たるが、ダメージが常に1）という使い道の限られる技や、「やけど」（自分がダメージを受けるだけ）のように全く使えない技もあり、戦闘時にはこのことを常に踏まえた立ち振る舞いが必要になる。
天道 沙魔（てんどう しゃま）
宴馬の妹で符術士見習いの女子高生。青い短髪。だらしない姉を支えるため、姉よりも真面目に魔壊屋として活動している。一方で、本分である高校の勉強や、符術の修行なども怠らないため、常に寝不足気味。刀剣集めを趣味にしており、剣に秘められた能力を引き出して扱うこともできる。ゲーム中でも様々な能力を持った剣が入手でき、これらや使用する符術の組み合わせ次第で、豊富な戦術を考えることが可能となる。

### サブキャラクター
鎌鼬（かまいたち）
宴馬の従えている式神の一体。宴馬からの愛称はカーくん。一人称はオレ。本来は兄弟3体で一組の妖怪だが、他の兄弟を亡くした残る1体が宴馬にかくまわれている。今では、宴馬が宝玉から作った「メカカマイタチ君」2体と共に姉妹をサポートしている。持っている鎌で切りつけるほか、味方を回復する術を使える。防御面で弱いのが難点。宴馬になついているが、沙魔には少し冷たい。露出した胸を隠すため、いつも腕組みをしている。
野襖（のぶすま）
宴馬の従えている式神の一体。いつも笑顔を絶やさない。宴馬が中学生の時にはすでに契約をしていた古参で、宴馬からの愛称はノンタン。実は野衾ではなく、狗の一種らしい。守りを固める術が得意。最大の特長は、その身を犠牲にして味方のSP（技を使うためのポイント）を全回復させることができることである。
朧武者（おぼろむしゃ）
宴馬の従えている式神の一体。元々は昔の剣士が用いていた、その持ち主の魂が宿っている刀である。骨董屋に売られていたのを偶然沙魔が買ったことで、天道姉妹のもとに来た。戦闘で姉妹を支援するほか、日頃から沙魔に剣の稽古をつけている。攻撃力が高く、攻撃のための技も豊富。その逆に、防御については疎い。力の暴走を制御する護符を顔全体に貼り付けているため、素顔は見えず、その表情も知り得ない。「～ござる」口調が特徴。宴馬には敬語で話す。
風丸 十輪子（かざまる とわこ）
陰陽道の名門、風丸家の十女。沙魔の同級生であり、符術の師匠。沙魔に勉強を教わる代わりに符術を教えている。
カラス
烏天狗。十輪子の従者で、十輪子の命令に基づいて姉妹の手助けをしてくれる。

### 敵キャラクター
ワークイン
関西弁のような話し方（微妙に違う）をする、ワーウルフなどの魔獣を意のままに操ることのできる少女。今回の騒動以前から、天道姉妹とは何かとよく張り合っていた。魔獣を操るという危険な能力ゆえ、天道姉妹以外の敵も多い。常に骨を咥えており、宴馬からは、軽蔑的にポチ子と呼ばれている。味方のぬっぺほふは、獣の姫という雅称で呼ぶ。
ナイトメア
「悪夢」の名を持つ、夢魔の少女。ゴスロリの服装をまとい、黒毛の馬のような乗り物に乗っている。六道町の住民を眠らせ、魔力を吸い取っていた。黒魔術の行使のほか、人間の悪夢を具現化することができる。非力なので肉弾戦では弱い。幼い身体つきのボクっ子だったが、宴馬の脅迫的な手法によって、一人称を強引に「オレたま」に矯正させられた。
ぬっぺほふ
本来のぬっぷほふとは異なり、自由に旅を続ける妖怪。周囲に流されやすい性格で、いつの間にか今回の騒動に加わってしまい、天道姉妹の前に立ち塞がることになる。基本的に何事につけてもやる気はない。着物を羽織り、青白い仮面を被っている。
日織 影踏（ひおり かげふみ）
元は宴馬同様の魔壊屋だったが、今は「何でも屋」と称し活動する人間の少女。今回の騒動では、ランダに協力し魔壊屋を撃退していた。7体の式神を召喚でき、「七剣の日織」との異名を持つ。式神にはメイド服を着せており、日織は家事の一切を任せっきりにしている。そのため、家庭では式神の尻に敷かれているらしい。魔壊屋を辞めた理由は、式神を酷使することしか考えない人間に嫌気が差したから。

ランダ
今回の騒動の首謀者で、インドネシアのバリ島出身の魔女。ランダである。常に魔力を帯びた面を付けている。すでに老婆であり、若き日の魔力を取り戻すために六道町の住民から力を奪おうとした。

## 評価
コンテストパークでは、「テンポのいいシナリオでプレーヤーをグイグイと引き込む魅力を持った作品」であり「戦闘バランスの妙は投稿作品中随一」と評されている。「無駄を徹底的に省いたシステムのおかげで、プレーヤーは煩雑な操作に煩わされることなく、話を先に進めることだけに集中できる」と評価されたが、「純粋にパズルとして見た場合、やっぱり足りない部分があるし、一方でRPGとしては少々あっさりめ」とも評されている。
ベクターの「新着ソフトレビュー」では、「しっかりとした演出のイベントシーンと、個性的な戦闘システム」について評価され、「MAPパートはシンプルで、ストーリーや戦闘を邪魔しない」とされている。また「『戦略』や『戦術』を楽しむゲームだけに、戦闘の難易度はなかなか高い」とされ、「一戦一戦考えながら戦える点が楽しい」とも評されている。
窓の杜のコーナー「週末ゲーム」では、「歯ごたえのある戦闘システムが一番の見どころだが、キャラクターも大きな魅力」と評価されており、「それでいて、半日あればクリアできてしまうほどコンパクトにまとまっているのが見事」と評されている。
『次世代フリーゲームの殿堂』（英和出版）では、「クリア時間は短めだが、コミカルなストーリーや会話、凝った戦闘システムを楽しめる上級者向けの作り」とされており、マップ画面で姉妹の向いている方向が変わるなど「演出が細かい」とも評されている。
『ベストフリーゲーム300+α in DVD』（晋遊舎）では、「ゲームのテンポを崩しがちな情報収集、フィールドの移動を極力排除し、物語と練りこまれた戦闘システムを最大限に楽しめるよう作られている」と評され、やり込み要素も詰まった作品と評価されている。